# Ampedus callegarii
Ampedus callegarii е вид бръмбар от семейство Полски ковачи (Elateridae).

## Разпространение
Видът е разпространен в Италия.